# 红蜜蛛
红蜜蛛（学名：Misumena rosea）为蟹蛛科蜜蛛属的动物。在中国大陆，分布于新疆等地，主要生活于防护林带的苜薯地。该物种的模式产地在新疆。